# Olympiakos Syndesmos Filathlōn Peiraiōs 2018-2019 (pallavolo maschile)
Questa voce raccoglie le informazioni riguardanti l'Olympiakos Syndesmos Filathlōn Peiraiōs nella stagione 2018-2019.

## Organigramma societario
Area direttiva
- Presidente: Michalīs Kountourīs

Area organizzativa
- Team manager: Nikos Mantouvalos

Area tecnica
- Primo allenatore: Fernando Muñoz
- Secondo allenatore Antōnīs Vourderīs
- Allenatore: Kyriakos Moutesiodīs
- Scoutman: Giannīs Geōrgiadīs

Area sanitaria
- Preparatore atletico: Giōrgos Tsikoursī
- Fisioterapista: Giōrgos Papageōrgiou

## Rosa
| N° | Nome                        | Ruolo | Data di nascita   | Nazionalità sportiva |
| -- | --------------------------- | ----- | ----------------- | -------------------- |
| 1  | Kōnstantinos Christofidelīs | S     | 26 giugno 1977    | Grecia               |
| 2  | Paraskeuas Tselios          | C     | 26 luglio 1997    | Grecia               |
| 2  | Giōrgos Papalexiou          | C     | 28 agosto 1999    | Grecia               |
| 3  | Nikos Zoupanīs              | C/O   | 18 marzo 1989     | Grecia               |
| 4  | Nikolaos Smaragdīs          | C     | 12 febbraio 1982  | Grecia               |
| 5  | Kōnstantinos Stivachtīs     | P     | 22 maggio 1980    | Grecia               |
| 6  | Giōrgos Stefanou            | L     | 12 gennaio 1981   | Grecia               |
| 7  | Giōrgos Petreas             | C     | 19 novembre 1986  | Grecia               |
| 8  | Marcus Böhme                | C     | 25 agosto 1985    | Germania             |
| 9  | Theologos Daridīs           | L     | 18 luglio 1991    | Grecia               |
| 10 | Andreas Andreadīs           | C     | 14 gennaio 1982   | Grecia               |
| 11 | Andreas Fragkos             | S     | 21 dicembre 1989  | Grecia               |
| 12 | Gavin Schmitt               | O     | 27 gennaio 1986   | Canada               |
| 14 | Eemi Tervaportti            | P     | 26 luglio 1989    | Finlandia            |
| 15 | Todor Aleksiev              | S     | 21 aprile 1983    | Bulgaria             |
| 17 | Rafaīl Koumentakīs          | S     | 5 maggio 1993     | Grecia               |
| 18 | Jeroen Rauwerdink           | S     | 13 settembre 1985 | Paesi Bassi          |